# Route nationale 1013
Die Route nationale 1013, kurz N 1013 oder RN 1013, sind zwei Trassierungen von französischen Nationalstraßen. Die Strecke bei Paris verläuft ca. 1 Kilometer unterirdisch als Zubringerast der Autoroute A14. Die Umgehungsstraße von Évreux umfasst nach Fertigstellung eine Strecke von ca. zwölf Kilometern. 

## Verlauf bei Évreux
Die Umgehungsstraße der N 1013 bei Évreux beginnt östlich der Stadt am Rand des Militärflugplatzes Évreux-Fauville. In südwestlicher Richtung von der Route nationale 13 abzweigend kreuzt die N1013 zunächst die Osttangente Évreux', die Route nationale 154 von Rouen nach Dreux. Die Strecke endet dann südlich von Évreux am Kreisel mit der Route départementale 6154 (frühere Route nationale 2514). Die Fertigstellung des Weiterbaus über den Iton hinaus ist für 2022 geplant. Nordwestlich von Évreux soll die Strecke an die bestehende Umgehungsstraße von Parville anschließen. Diese geht nach etwas mehr als einem Kilometer in die Route départementale D 613 über.

## Verlauf bei Paris
Der Zubringerast der Autoroute A14 beginnt in Puteaux mit dem Kreisverkehr mit dem Boulevard Circulaire (Route départementale 993) als Tunnelstrecke unter dem Hochhausviertel La Défense. Die Strecke ist etwas kürzer als ein Kilometer, bis sie im Gemeindegebiet von Courbevoie an die A14 anschließt.